# Aeroportul Internațional Portland
Aeroportul Internațional Portland (IATA: PDX, ICAO: KPDX, FAA LID: PDX) este un aeroport din Portland, Comitatul Multnomah, Oregon, Oregon, Statele Unite ale Americii ce deservește zona Portland. Aeroportul a fost tranzitat în 2023 de 16.486.688 de pasageri. A fost deschis în 1940 și numit după zona deservită.
Situat la o altitudine de 9 m, aeroportul dispune de 3 piste. Este operat de Port of Portland⁠(d).

## Infrastructură

### Piste
Aeroportul dispune de 3 piste: 
- pista 3/21 din asfalt, cu dimensiunile 6.000 picioare × 150 picioare
- pista 10L/28R din asfalt, cu dimensiunile 9.825 picioare × 150 picioare
- pista 10R/28L din beton, cu dimensiunile 11.000 picioare × 150 picioare